# Sapere aude
 Denne artikel omhandler den latinske talemåde. Opslagsordet har også en anden betydning, se Sapere Aude (bevilling).
Sapere aude er en latinsk talemåde, som betyder: "Hav modet til at være klog". Det kan også oversættes til: "Stræb efter visdom" eller "Vov at bruge fornuften".

## Oversættelse
"Sapere" kommer af sapiō, som betyder at smage/at have god smag/at have fornemmelse for/at forstå.
"Aude" kommer af audeō, som betyder at vove/at have mod til/at tage en risiko.

## Oprindelse
Talemåden kommer fra den romersk digter Horats (65-8 f.kr.), som bruger formuleringen i en af sine epistler: 1. bog, 2. epistel, vers 40.
Sapere aude indgår i en sætning, der er skrevet i heksametre, og som lyder: "Dimidium facti, qui coepit, habet: sapere aude, incipe" (Godt begyndt er halvt fuldendt. Hav modet til at være klog, begynd bare).
Horats lader udtrykket "sapere aude" følge af et eksempel med en mand, der venter på, at en flod holder op med at flyde, før han vil begynde at krydse den. Dermed får Horats for det første forklaret, at man ikke kan nå et mål, hvis man ikke træffer en beslutning om at tage det første skridt og for det andet, at man skal have modet til at bruge sin sunde fornuft i stedet for at gemme sig bag meningsløse tanker (så som forventningen om, at en flod kan holde op med at flyde).

## Brug af udtrykket

### Augustin
Augustin (354-430) bruger Horats' talemåde i den teologisk-filosofiske dialog "De quantitate animae" (Om sjælens rækkevidde).  Her opfordrer Augustin sin elev, Evodius til at stille spørgsmål til den undervisning, han modtager: "Noli nimis ex auctoritate pendere, praesertim mea quae nulla est; et quod ait Horatius: Sapere aude: ne non te ratio subiuget priusquam metus" (Stol ikke for meget på autoritet, især min, som ikke er noget; og som Horats siger: Hav modet til at være klog, så din fornuft ikke bliver holdt nede af frygt).

### Immanuel Kant
Immanuel Kant (1724-1804) gjorde i 1784 Hortas' "sapere aude" til valgsprog for oplysningstiden. 
I afhandlingen "Beantwortung der Frage: Was ist Aufklärung?" (Besvarelse af spørgsmålet: Hvad er oplysning?) skriver Kant, at oplysningstiden er afslutningen på menneskets selvforskyldte umodenhed. Kant fremhæver det rationelle argument og opfordrer til, at mennesket bruger sin fornuft: "Sapere aude! Habe Mut, dich deines eigenen Verstandes zu bedienen" (Hav modet til at bruge din egen forstand).

### Forskning
Danmarks Frie Forskningsfond har siden 2010 anvendt "Sapere Aude" som navn for institutionens støtteprogram for talentfulde individer i dansk forskning.